# Ikiru Sainou
Albums de The Back Horn
Shinzou Orchestra
(2002) Headphone Children
(2005)
Ikiru Sainou (イキルサイノウ) est le troisième album sous label major du groupe de rock japonais The Back Horn.
Cet album est sorti le 22 octobre 2003

## Titres de l'album
1. Wakusei Melancholy (惑星メランコリー) – 4:42
2. Hikari no Kesshou (光の結晶) – 5:21
sixième single.
3. Kodoku na Senjou (孤独な戦場) – 4:36
4. Koufuku na Nakigara (幸福な亡骸) – 4:30
5. Hanabira (花びら) – 4:28
6. Platonic Fuzz (プラトニックファズ) – 4:50
7. Seimeisen (生命線) – 4:31
Septième single.
8. Hane ~Yozora o Koete~ (羽根～夜空を越えて～) – 5:47
9. Akame no Rojou (赤眼の路上) – 4:51
10. Joker (ジョーカー) – 5:06
11. Mirai (未来) – 5:16
Cinquième single et chanson thème du film Jellyfish.